# 克里斯基
51°44′32″N 32°57′4″E / 51.74222°N 32.95111°E
克里斯基（烏克蘭語：Криски），是烏克蘭北部切爾尼希夫州诺夫霍罗德-锡韦尔斯基区波诺尔尼察市镇的村落。始建於1623年，面積6.66平方公里，海拔高度181米，人口495，人口密度每平方公里147.4人。